# Loganlea Reservoir
Das Loganlea Reservoir ist ein 1851 erbauter Stausee in Schottland. Im Nordosten schließt der See mit einem Erdwall ab. Wie auch verschiedene andere Stauseen in der Umgebung, dient das von Scottish Water betriebene Loganlea Reservoir der Wasserversorgung von Edinburgh.

## Geographie
Der etwa 820 m lange und maximal 130 m breite See liegt im Süden der Council Area Midlothian in den Pentland Hills. Er nimmt eine Fläche von 10,3 Hektar ein. Die maximale Wassertiefe beträgt 15,5 Meter, woraus sich ein Volumen von 531.000 m3 ergibt.
Das Loganlea Reservoir entsteht durch Stauung des Logan Burns zwischen den Hügeln Carnethy Hill, Scald Law und Black Hill im Zentrum der Hügelkette. Einziger Abfluss ist der Logan Burn an der Nordseite des Stausees. Nur 1,5 Kilometer nordöstlich wird das Wasser des Logan Burns abermals gestaut, woraus das Glencorse Reservoir hervorgeht.

## Umgebung
Am Nordwestufer des Loganlea Reservoirs befinden sich die Überreste des Wehrturms Howlet’s House, der vermutlich im 15. oder 16. Jahrhundert erbaut wurde. Zwischen Loganlea und Glencorse Reservoir befanden sich einst zwei Tower Houses, die vermutlich um 1230 beziehungsweise im 15. Jahrhundert errichtet wurden. Die spätestens im 19. Jahrhundert bereits als Ruinen vorliegenden Gebäude wurden zwischenzeitlich weitgehend abgetragen.

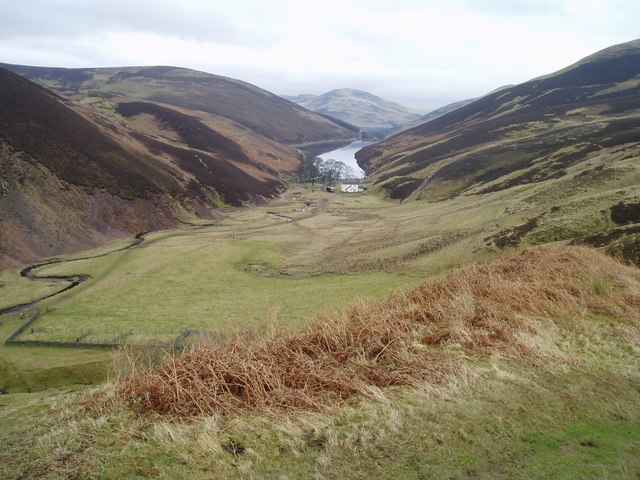
Panorama mit dem Logan Burn
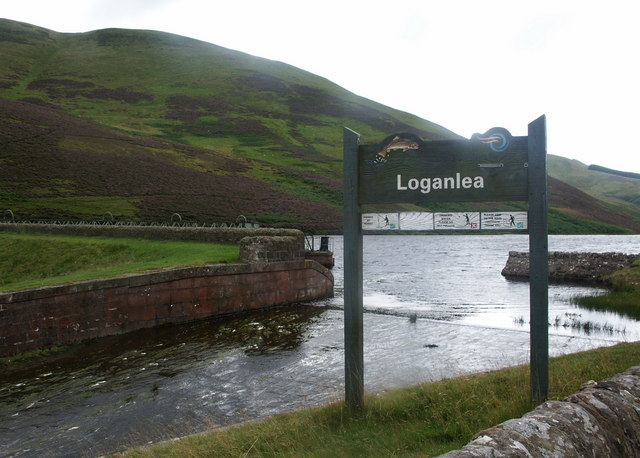
Abfluss aus dem Stausee